# Gottfried August Thilo

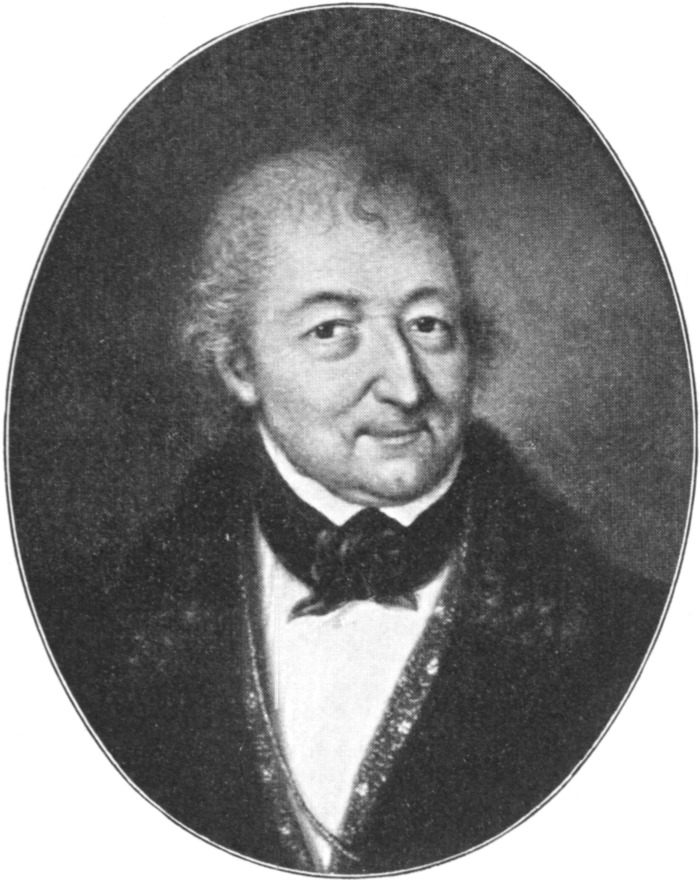
Selbstporträt

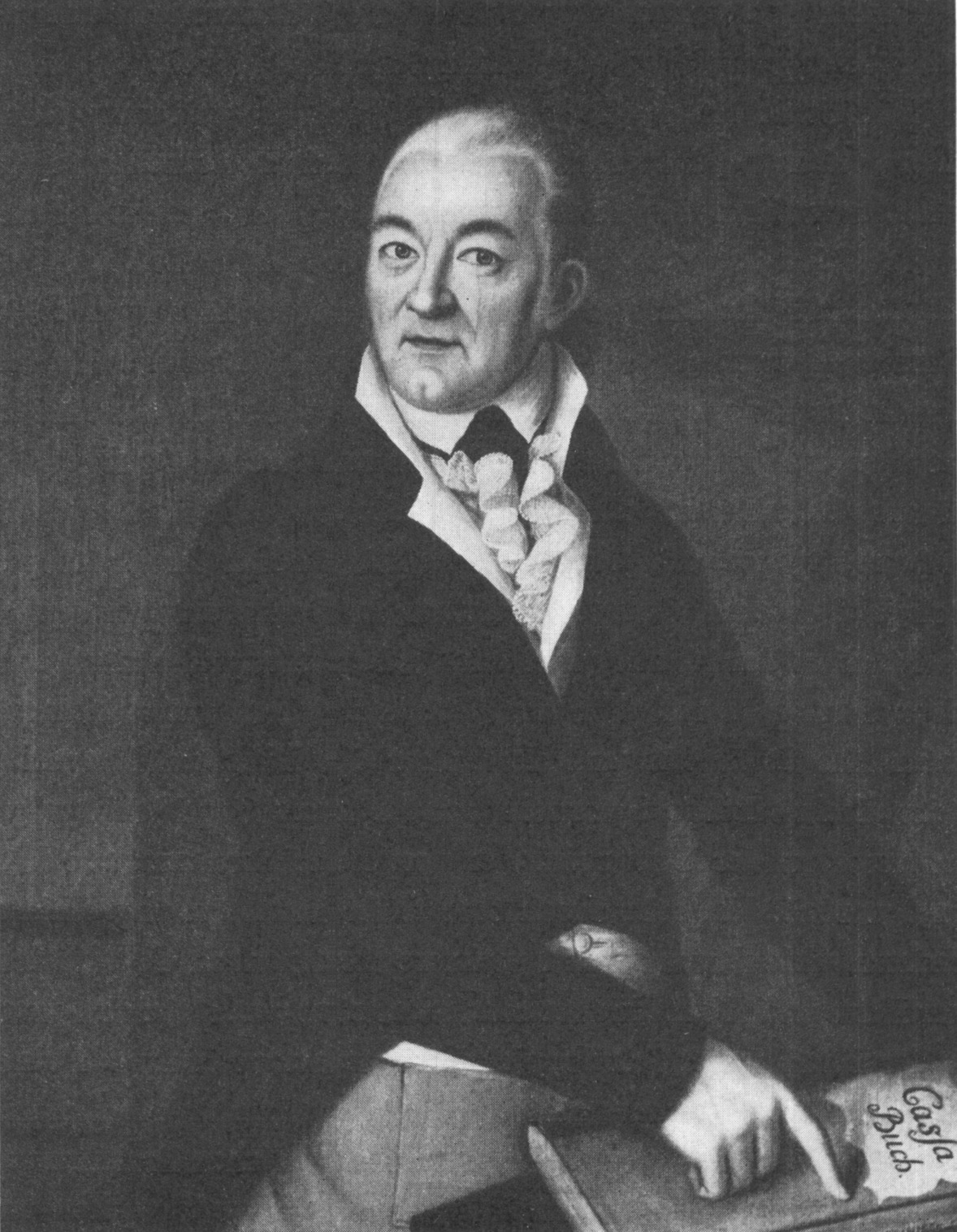
Sigismund Leberecht Schlegel (1750–1812)

Gottfried August Thilo (* 7. März 1766 in Löwen in Schlesien; † 1. März 1855 in Breslau) war ein deutscher Kupferstecher, Miniatur-, Landschafts- und Porträtmaler.

## Leben und Wirken
Thilo wurde als Sohn eines Kaufmannes in Löwen geboren. Er fiel frühzeitig durch seine autodidaktische Begabung auf, so dass ihn die Eltern um das Jahr 1782 zu dem Breslauer Portrait- und Historienmaler Braband zur Ausbildung schickten. Das freundschaftliche Verhältnis der beiden endete mit dem Tod Brabands im Januar 1790. Er besuchte für mehrere Jahre die Berliner Akademie und bereiste anschließend Italien. Am Ende der 1780er Jahre kehrte er nach Breslau zurück. Thilo ließ sich in Breslau nieder und wurde während der Napoleonischen Kriege bald ein gesuchter Porträtist für französische und preußische Offiziere, die in der Stadt Station machten.
Am 18. Juni 1791 wurde Thilo zum außerordentlichen Mitglied der Königlichen Akademie der bildenden Künste und mechanischen Wissenschaften in Berlin ernannt. In der Folgezeit fertigte er einige Altarbildern für schlesische Kirchen, darunter eine Kopie der heiligen Hedwig (1797), ein Abendmahl (1800), Mariae Himmelfahrt (1803), die Taufe Christi (1804) und weitere Bildnisse. Dabei schuf er neben eigenen Kompositionen auch Kopien von Werken anderer Meister, wie beispielsweise eine Abendmahlsszene, die einem Stich von Thouvenin ähnelt, dass dieser nach einem Ölgemälde von Benjamin West gefertigt hatte. Zu seinem Repertoire gehörten auch mythologische Themen und Landschaftsbilder. Daneben stach er Porträts bekannter Persönlichkeiten wie Immanuel Kant (1799), Napoleon Bonaparte als Konsul (1800) oder des Fürstbischofs von Breslau (1802) und viele weitere. Thilos eigentliches Metier war die Bildnismalerei. Für die Eröffnung der Universität fertigte er 1811 ein Bildnis des Königs, das allgemeinen Beifall fand. Das Porträt des Ministers Grafen Hoym (von 1803) trägt seine Signatur. Auch die Oberbürgermeister der Stadt ließen sich von ihm für die Galerie des Ratssaales porträtieren. Seine Tafelbilder führte er zumeist als Brustbilder in halber oder viertel Lebensgröße aus. Ein Beispiel ist das Gemälde, das er 1809 vom Kommerzienrat Direktor Sigismund Leberecht Schlegel (1750–1812) anfertigte. Zudem zählen zu seinem Werk Miniaturmalereien, über die der Künstler genaue Aufzeichnungen mit Angaben zur abgebildeten Person und dem Preis für den Auftrag für den Zeitraum vom 12. November 1795 bis zum 31. Dezember 1818 hinterließ.
In Breslau war er Mitglied der Freimaurerloge Zum goldenen Zepter.